# Cordilheira Oriental (Peru)

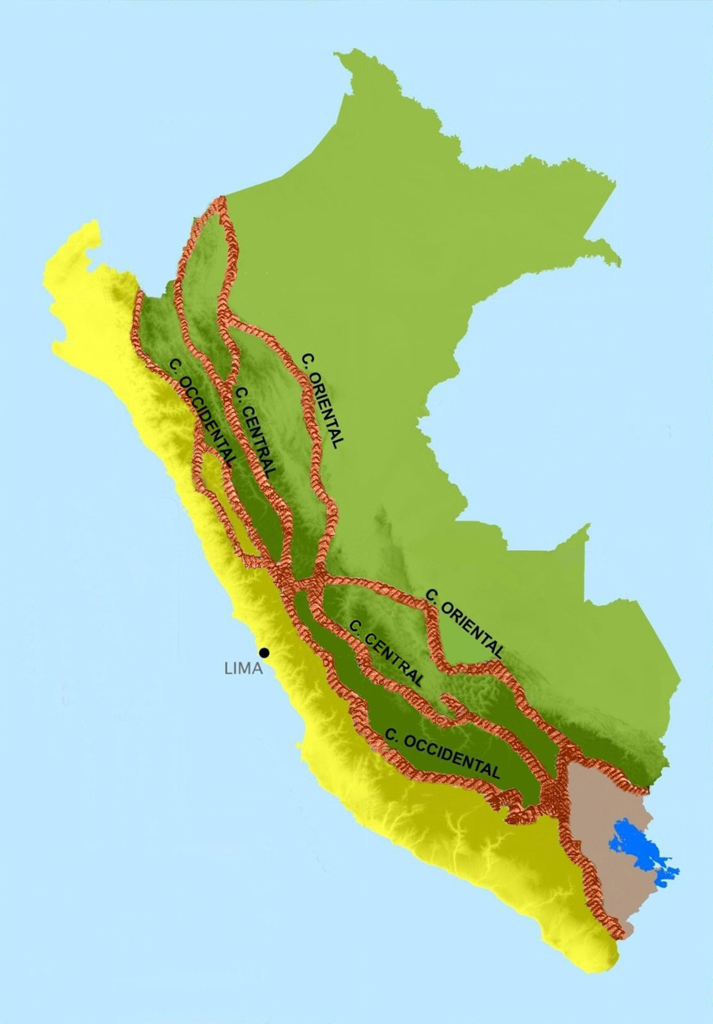
As três principais cordilheiras do Peru.

A Cordilheira Oriental do Peru é o ramo oriental dos Andes no Peru com uma extensão aproximada de 1.800 km. Atravessa o país inteiro, desde a fronteira com o Equador no norte até a fronteira com a Bolívia no sul. A cordilheira atravessa os departamentos do Amazonas, Loreto, San Martín, Huánuco, Ucayali, Pasco, Junín, Cusco, Madre de Dios e Puno.